# جوليا روز
جوليا روز (بالإنجليزية: Julia Rose)‏ هي ممثلة أمريكية، ولدت في 13 أبريل 1973 في لوساكا في زامبيا.

## وصلات خارجية
- جوليا روز على موقع IMDb (الإنجليزية)
- جوليا روز على موقع قاعدة بيانات الفيلم (الإنجليزية)